# Acanthosaura
Genre
Acanthosaura ou Acanthosaure est un genre de sauriens de la famille des Agamidae. Les espèces de ce genre sont appelées dragon des montagnes.

## Répartition
Les 14 espèces de ce genre se rencontrent en Asie du Sud-Est et dans le sud de la République populaire de Chine.
Elles vivent dans les forêts tropicales humides des montagnes.

## Description
Ce sont des agames ovipares, diurnes et arboricoles qui portent tout le long du dos une grande rangée d'épines.
Ils mesurent entre 25 et 50 centimètres de long.
Comme ces lézards vivent à l'ombre de la canopée, ils ont une couleur brun olive et verte pour éviter d'être détectés par les prédateurs.
Ils se nourrissent d'insectes et autres petits arthropodes ainsi que de vers de terre.

## Liste des espèces
Selon The Reptile Database (28 mars 2020) :
- Acanthosaura armata (Gray, 1827)
- Acanthosaura bintangensis Wood, Grismer, Grismer, Ahmad, Onn & Bauer, 2009
- Acanthosaura brachypoda Ananjeva, Orlov, Nguyen & Ryabov, 2011
- Acanthosaura capra Günther, 1861
- Acanthosaura cardamomensis Wood, Grismer, Grismer, Neang, Chav & Holden, 2010
- Acanthosaura coronata Günther, 1861
- Acanthosaura crucigera Boulenger, 1885
- Acanthosaura lepidogaster (Cuvier, 1829)
- Acanthosaura murphyi Nguyen, Do, Hoang, Nguyen, McCormack, Nguyen, Orlov, Nguyen & Nguyen, 2018
- Acanthosaura nataliae Orlov, Truong & Sang, 2006
- Acanthosaura phongdienensis Nguyen, Jin, Vo, Nguyen, Zhou, Che, Murphy & Zhang, 2019
- Acanthosaura phuketensis Pauwels, Sumontha, Kunya, Nitikul, Samphanthamit, Wood & Grismer, 2015
- Acanthosaura titiwangsaensis Wood, Grismer, Grismer, Ahmad, Onn & Bauer, 2009
- Acanthosaura tongbiguanensis Liu & Rao, 2019

## Publication originale
- Gray, 1831 : Appendix. A synopsis of the species of the Class Reptilia, in Griffith, The Animal Kingdom Arranged in Conformity with its Organization, by the Baron Cuvier, with Additional Descriptions of all the Species Hitherto Named, and of Many not before Noticed, vol. 9, The Class Reptilia Arranged by the Baron Cuvier with Specific Descriptions by Edward Griffith, F.L.S., A.S., & c. and Edward Pigeon, Esq., p. 1-110.